# EA Sports FC 24
EA Sports FC 24, noto anche come FC 24, è un videogioco di calcio sviluppato da EA Sports disponibile dal 29 settembre 2023, primo con la nuova denominazione dopo la fine della serie FIFA. Esiste anche una versione per Android e iOS, EA FC Mobile.
È stato annunciato l'11 luglio 2023 direttamente sul canale YouTube di EA Sports.

## Telecronisti
Per la 1ª edizione di EA Sports FC, i telecronisti in italiano sono Pierluigi Pardo e Daniele Adani.

## Competizioni e squadre di club presenti

### Tornei intercontinentali

#### Maschili
- Coppa Libertadores
- Coppa Sudamericana
- Recopa Sudamericana
- UEFA Champions League
- UEFA Europa League
- UEFA Europa Conference League
- Supercoppa UEFA

#### Femminili
- UEFA Women's Champions League

### Divisioni calcistiche

#### Maschili
- Saudi Pro League
- A-League Men
- Super League
- K League 1
- Indian Super League
- Major League Soccer
- Primera División
- Bundesliga
- 2. Bundesliga
- 3. Liga
- Premier League
- Football League Championship
- Football League One
- Football League Two
- Fußball-Bundesliga
- Pro League
- Superligaen
- Scottish Premiership
- LaLiga EA Sports
- LaLiga 2
- Ligue 1
- Ligue 2
- Premier Division
- Serie A TIM[5]
- Serie BKT
- Eredivisie
- Eliteserien
- Ekstraklasa
- Primeira Liga
- Liga I
- Allsvenskan
- Super League
- Süper Lig

#### Femminili
- National Women's Soccer League
- Frauen-Bundesliga
- Women's Super League
- Liga F
- Division 1 Féminine

### Resto del mondo e squadre speciali
- Al-Ain
- MLS All Stars
- APOEL
- Dinamo Zagabria
- Hajduk Spalato
- HJK
- AEK Atene
- PAOK
- Panathīnaïkos
- Ferencvárosi
- Slavia Praga
- Sparta Praga
- Viktoria Plzeň
- Šachtar Donec'k
- Dinamo Kiev
- Soccer Aid World XI